# Fausto Sucena Rasga Filho
Fausto Sucena Rasga Filho, né le 12 avril 1929, est un ancien joueur brésilien de basket-ball.

## Palmarès
- Finaliste du championnat du monde 1954